# Baruch Dego
Baruch Dego (hebreiska: ברוך דגו)  född 26 mars 1981 i Addis Abeba, är en professionell etiopisk-israelisk före detta fotbollsspelare.

## Biografi
Tillsammans med John Pantstil lämnade han säsongen 2004/2005 Maccabi Tel-Aviv FC för spel i Hapoel Tel Aviv FC.